# Byzacena

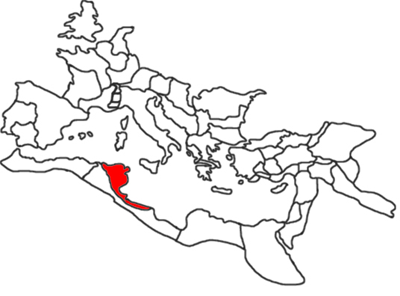
Afryka jako prowincja rzymska

Byzacena, Byzacium, Africa Byzacena – jedna z prowincji Imperium rzymskiego, położona na terenie Sahelu w obecnej Tunezji. Stolicą prowincji było miasto Hadrumetum, które po Karthago stało się drugim co do ważności ośrodkiem rzymskiej Afryki Północnej.

## Historia
Powstała po reformach administracji cesarstwa przeprowadzonych przez cesarzy Dioklecjana (284-305) i Konstantyna Wielkiego (306-337) przez wyodrębnienie południowej części Afryki Prokonsularnej około 314 r. n.e. Na północy graniczyła z Zeugitaną (Africa Zeugitana dawna Proconsularis), na zachodzie z Numidią, a na południowym wschodzie z Trypolitanią. Wraz z innymi prowincjami afrykańskimi, leżącymi między diecezją Hiszpanii a diecezją Egiptu, wchodziła w skład nadrzędnej jednostki administracyjnej o nazwie diecezja Afryki. Była to prowincja konsularna - zarządzana przez prokonsula.
Na początku V wieku do Afryki wtargnęli Wandalowie, którzy włączyli terytorium Byzaceny do swego królestwa. Po wojnie z Bizancjum państwo wandalskie zostało w 532 r. zniszczone, a ostateczna klęska Gelimera w bitwie pod Trikamarum (15 grudnia 533 r.) przypieczętowała włączenie tego obszaru do Cesarstwa Bizantyńskiego (prefektura Afryki w l. 534–590, egzarchat Kartaginy w l. 590–698).

## Niektóre miasta

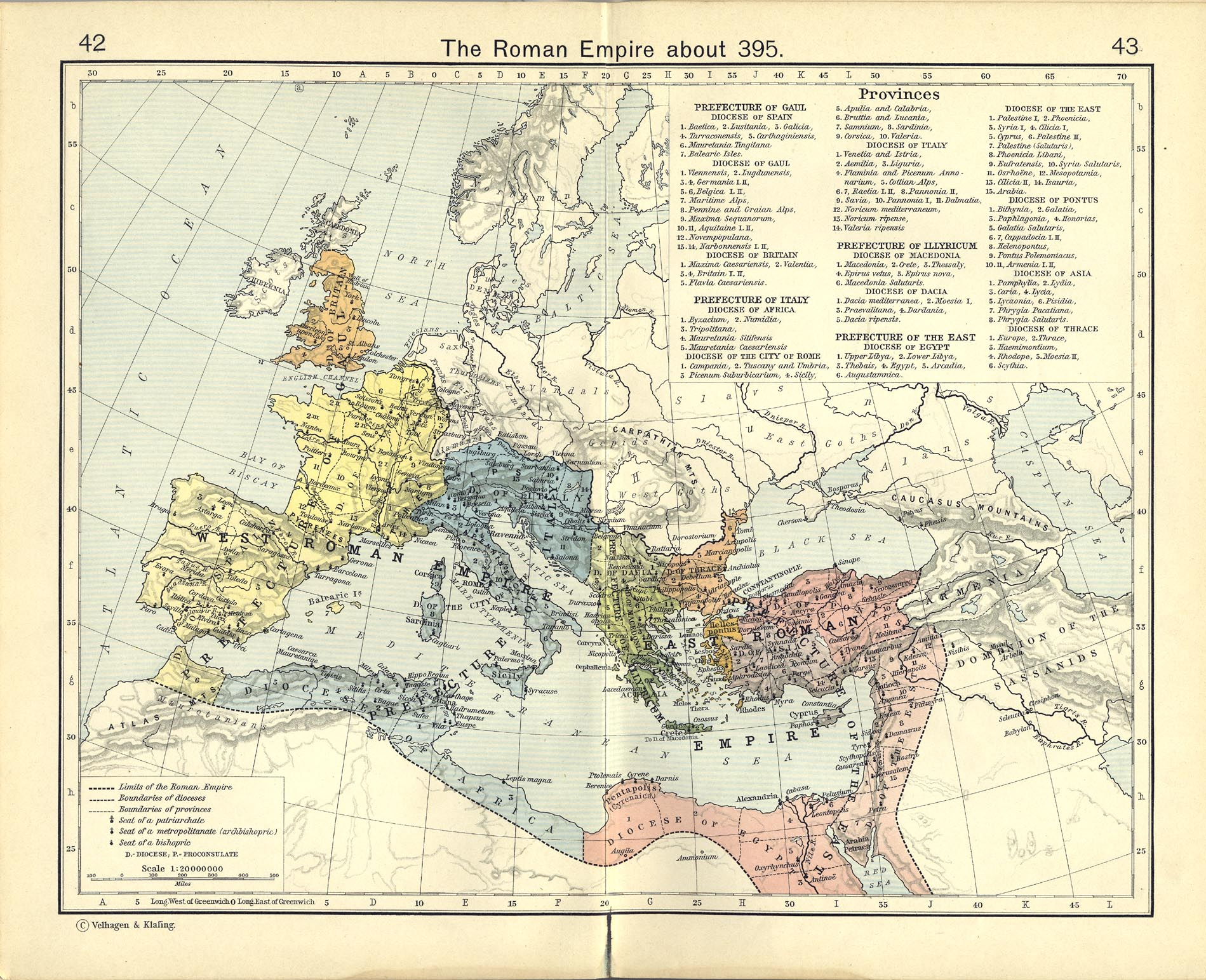
Byzacium w diecezji Afryki i w prefekturze Italii na mapie imperium rzymskiego ok. 395 r.

- Achilla (obecne El Alia)
- Assurae (obecne Zanfour)
- Capsa
- Susa (Tunezja)Hadrumetum
- Leptis Minor (Leptis Parva)
- Ruspina
- Sufes (obecne Sbiba)
- Sufetula
- Thapsus
- Thenae
- Thelepte
- Theveste
- Thysdrus
- Tucca Terebintihina
- Turris Hannibalis